# 清水宗徳 (神道家)
清水 宗徳（しみず しゅうとく、明治43年(1910年)4月28日 - 昭和63年(1988年)12月3日）は近代の神道家。神仙道本部第四代斎主であり玄学研究家。
香川県生まれ。本名清水清一（しみず せいいち）。齋徳とも称す。道号は南岳、東方道人。

## 著書目録
- 『山人界の研究』清水南岳
- 『宮地神仙道要義』東方書院
- 『宮地神仙道修真秘訣』東方書院
- 『神仙道誌』機関誌1号～70号
- 編集『水位霊寿真相伝録』1巻～4巻
- 編集『水位霊寿真特別講伝書』地・人の巻
- 編集『神仙道術篇』
- 編集『神仙房中術抄』
- 『類別異境備忘録』論考・水位先生小傳(インデックス添附)
- 『異境備忘録補遺』清水南岳著